# Polopřímá řeč
Polopřímá řeč je typ promluvy užívaný v moderní literatuře. Stojí na pomezí roviny vypravěče a roviny postav. Podává výpověď zabarvenou subjektivním vnímáním postavy a způsobem její řeči, činí tak ale obvykle ve třetí osobě (v rámci vypravěčského pásma). Vědomí postavy a vědomí vypravěče se tudíž spojují a mísí. Pojem vznikl a rozšířil se na začátku 20. století, klíčovými badateli byli francouzsky píšící švýcarský autor Charles Bally (v roce 1912, jako „style indirect libre“) a německý romanista Etienne Lorck (v roce 1921, jako „erlebte Rede“). Později polopřímou řeč přijali a začali využívat a zkoumat významní teoretikové jako Gérard Genette, Dorrit Cohnová nebo Lubomír Doležel.
Zkoumání polopřímé řeči vychází ze dvou základních badatelských koncepcí. Podle první z nich, spojovaná s německými filology ze školy Karla Vosslera, je polopřímá řeč primárně estetickým a literárně psychologickým jevem; frankofonní jazykovědci naopak preferovali definování a zkoumání polopřímé řeči z lingvistického hlediska, jako gramatický prostředek reprodukce vymezený jazykovými (morfologickými a syntaktickými) znaky. Užívání polopřímé řeči bylo popsáno ve většině moderních literatur v Evropě a Americe, ale také v moderní čínské próze.

## Pojem a teorie
V roce 1912 publikoval frankofonní švýcarský autor Charles Bally první článek o nepřímé řeči nazvaný „Le style indirect libre en français moderne“ („Nepřímá řeč v moderní francouzské literatuře“) ve čtvrtletníku Germanisch-romanische Monatsschrift. Po kritice ze strany Theodora Kalepky a Eugena Lercha své teze posléze dopracoval do podoby rozsáhlé studie, vydané v roce 1914 v témže časopise. V první polovině 20. let se koncept nepřímé řeči prosadil v německém prostředí, mezi žáky Karla Vosslera. V roce 1921 vydal Etienne Lorck knihu Die erlebte Rede (Prožitá řeč), na něj pak navázali Getraud Lerchová (1922) a Oskar Walzel (1924).
Francouzská strana vystupovala z pozic lingvistiky a uvažovala nad specifickými jazykovými znaky, které odlišují tento typ promluvy od řeči přímé a nepřímé, přičemž tvrdila, že se liší mluvnicky, avšak nikoliv svou funkcí v textu. Naproti tomu němečtí badatelé kladli důraz na estetickou a psychologickou stránku věci a úlohu polopřímé řeči při konstrukci epického textu; chápali ji buď jako autorským vypravěčem prožitou výpověď postavy nebo jako zachycení skutečnosti. Od druhé poloviny 20. let pak započala druhá etapa sporu. Kromě samotného Ballyho byla významnou zastánkyní ženevské strany diskuse Marguerite Lipsová, menší význam měl Theodor Heinermann. Německé pojetí hájili především Eugen Lerch, Leo Spitzer a Werner Günther.
Později se problému chopili další badatelé a pokračovali ve sporu, popřípadě se pokoušeli obě koncepce smířit. Franz Karl Stanzel psal o „nakažení“ jazyka vypravěčova jazykem postav. Lubomír Doležel spojil rozvoj polopřímé řeči s transformací klasického vyprávění, jež má pevně odděleno pásmo vypravěče a pásmo postav, v moderní prózu, v níž se jazyková charakteristika obou rovin vytrácí. Polopřímá řeč se pro něj pak stala především typem promluvy, která distinktivních rysů subjektivity využívá na osnově objektivního vyprávění. Dorrit Cohnová zavedla pro polopřímou řeč pojem „narrated monologue“ (vyprávěný monolog) a definovala ji jako monolog postavy předávaný čtenáři vypravěčem. Přitom ji odlišila od „psycho-narration“ (analýza myšlenek, které od postavy převzal vypravěč) a „quoted monologue“ (citovaný monolog, doslovené předání vnitřní řeči postavy). Gérard Genette pracoval s podobnou triádou, pro polopřímou řeč užíval spojení „le discours transposé“ (transponovaná řeč), proti níž vymezil narativizovanou řeč a prezentovanou řeč. Ann Banfieldová prosazovala dále názor, že nejvhodnějším způsobem, jak k polopřímé řeči přistupovat, je zkoumat ji jazykovědně – podle ní nemají výpovědi žádného mluvčího (vypravěče ani postavu), jde pouze o gramatické vyjádření vědomí postavy. Monika Fluderniková zdůrazňovala, že čtenář při setkání s polopřímou řečí tyto výpovědi „naturalizuje“, přiřazuje jejich stylové rysy fikčním osobám.
Přestože je polopřímá řeč spojována především s moderní západní fikcí, a sice zejména od 19. století, kdy dosáhla popularity díky románům Jane Austenové nebo Gustava Flauberta, objevuje se také jinde. Monika Fluderniková doložila její výskyt již v literatuře raného novověku a rovněž v non-fiction, v autobiografických a žurnalistických textech. Zároveň není polopřímá řeč vyhrazena pouze evropským a americkým literaturám; sinolog Jaroslav Průšek ji nalezl také v moderní čínské próze v souvislosti s její subjektivizací.

## Charakteristické znaky
Lubomír Doležel se pokusil stanovit výčet významných znaků, které se navzájem doplňují a podle nichž je možné polopřímou řeč v češtině identifikovat. Ačkoliv polopřímá řeč většinou užívá všech slovesných časů, objevuje se také tendence převádění všech časů do přítomného času (absolutní prézens), popřípadě, patrně pod vlivem překladů z angličtiny, francouzštiny a němčiny, užívání pouze minulého času (absolutní préteritum). Na rozdíl od přímé řeči užívající všech tří osob se u polopřímé řeči při vyprávění v er-formě obvykle uplatňuje pouze třetí osoba, mluvčí i adresát jsou předmětem výpovědi. Často se vyskytuje deixe (ukazování), a to prostorová (zde, tudy, sem atd.) i časová (nyní, včera, letos atd.), což je prvek, který polopřímá řeč sdílí s přímou řečí. Zřetelně se jím projevuje skutečnost, že jde o situační promluvu, tedy výpověď nebo myšlenku postavy.
Pokud promluvy v polopřímé řeči vyjadřují apel, činí tak opisně, tedy bez přímého obracení k adresátovi, neobjevuje se vokativ. Jedním z identifikačních znaků může být exprese – použití zvolací věty, emočně zabarveného citoslovce či jiných prvků. Dalším charakteristickým znakem je subjektivní povaha těchto výpovědí, čehož je dosahováno mimo jiné užíváním zabarvených nebo hodnotících přídavných jmen a příslovcí (skvělý, bídně, uboze apod.), ale také hodnotící orientací podstatných jmen (například bandita, vrah nebo zločinec, když je v polopřímé řeči četníků v románu Nikola Šuhaj loupežník zmíněna titulní postava). Polopřímá řeč také může využívat prostředky hovorové řeči, především volnější větnou stavbu, a místních a sociálních dialektů, popřípadě idiolektu určité postavy, tedy její individuální způsob užívání jazyka.

## Příklady
Lubomír Doležel zachytil při analýze jednotlivých mluvnických znaků velké množství příkladů z moderní české prózy.
| „                            | Znal ji. Je citlivá, proměnlivá jako jarní počasí, výbušná a vzápětí zasněně zjihlá. A tvrdohlavá! Přímým bojem neprorazíš, ale znáš-li ji, hraješ na klávesnici jejích nálad a slabůstek jako mistr. Je dětsky bezelstná, dobré slovo v pravý okamžik, vlídný pohled a máš ji na dlani. Takovou ji měl rád, jihnoucí, křehkou, bezmocně oddanou. | “ |
| — Jan Otčenášek: Občan Brych | |   |

| „                                       | Vzpomínal na temnou jizbu s hliněnou podlahou a se středověkým stavem. Na své cesty rozbředlým sněhem, na Šuhajovy horečné oči a na jeho nádherný hrudník. Zvorec se to, myslím, jmenovalo. Proč na něho tenkrát neposlal četníky? | “ |
| — Ivan Olbracht: Nikola Šuhaj loupežník | |   |